# Síndrome de Wiskott-Aldrich

Esquema que mostra como o cromossoma X defeituoso da progenitora é herdado parcialmente pela descendente feminina mas na totalidade pelo descendente masculino, comprometendo a sua saúde imunitária.

A Síndrome de Wiskott-Aldrich caracteriza-se por desencadear uma imunodeficiência infantil ligada ao cromossomo X, sendo manifestada exclusivamente em meninos.

## Origem no nome
Dr. Wiskott descobriu os sintomas em 3 meninos da mesma família e o Dr. Aldrich a sua relação com o cromossomo X.

## Sintomas
A criança apresenta infecções constantes e de repetição (otite, pneumonia…), plaquetopenia (baixa contagem de plaquetas), eczemas na pele (grosseirões, manchas de tom púrpura…) e sangramentos espontâneos (principalmente nasais e gengivares).

## Diagnóstico
Exame de DNA em amostra sanguínea da mãe e do filho confirmando o traço genético.

## Tratamento
Transplante de medula óssea (o mais recente e com mais resultados é o de cordão umbilical).
Quanto mais cedo o transplante, maiores as chances de cura.
Enquanto aguarda-se o transplante, é feito um monitoramento onde são ministrados remédios que mantenham a qualidade de vida do paciente como imunoglobulina, corticóide, plaquetas conforme o quadro clínico apresentado..